# Свято-Николаевский собор (Полоцк)
Свято-Николаевский собор — взорванный в 1964 году памятник виленского барокко, находившийся в Полоцке. До 1820 года — католическая церковь святого Стефана иезуитского коллегиума. С 1820 по 1830 принадлежал пиарам, потом был переделан в православный храм.

## Римско-католический храм Святого Стефана
Во время Ливонской войны Полоцк в 1563—1579 годах занимали русские войска. В 1579 году после упорной осады город взял Стефан Баторий. В 1580 году он пригласил в город иезуитов, в числе которых был известный проповедник П. Скарга. Иезуитам было передано большинство православных церквей и монастырей с их имуществом.
Первый иезуитский храм был деревянным. Строительство велось под началом уроженца Мазовии Валенты Будака. Принимал участие в строительстве и архитектор из Восточной Пруссии Освальд Крюгер.
После взятия Полоцка (1663) войсками царя Алексей Михайловича «православные жители города и духовенство разобрали иезиутский костёл и из добытого материала выстроили двор для владыки». В 1733 году иезуиты приступили к постройке постоянного каменного храма. В 1733—1735 гг. строительство велось под началом уроженца Вармии архитектора Казимира Мателаковского (1671—1740), каменные стены на ранее заложенном фундаменте возводил немецкий каменных дел мастер Бенедикт Месмер.
В своём окончательном виде храм святого Стефана был освящен 16 августа 1745 года. В 1820 году иезуиты были удалены из Российской империи. Церковь в 1822 году передана монахам ордена пиаров, а после 1830 года — православной церкви.

## Внешний вид храма Святого Стефана
Католическая церковь Святого Стефана — купольная двухбашенная базилика. Храм был спроектирован по оси симметрии центральной площади, замыкая перспективу главной Витебской улицы (правая сторона современного проспекта Ф. Скорины). Имея традиционный базиликальный план, он венчался куполом на высоком барабане. Внешнее архитектурное оформление храма было сдержанным. Однако размеры сооружения (24 x 47 м в плане) и строгие пропорции придавали храму выразительность, устремленность ввысь. Степень декоративной насыщенности увеличивается в направлении к верху вместе с уменьшением размеров архитектурных элементов.

## Реконструкция храма

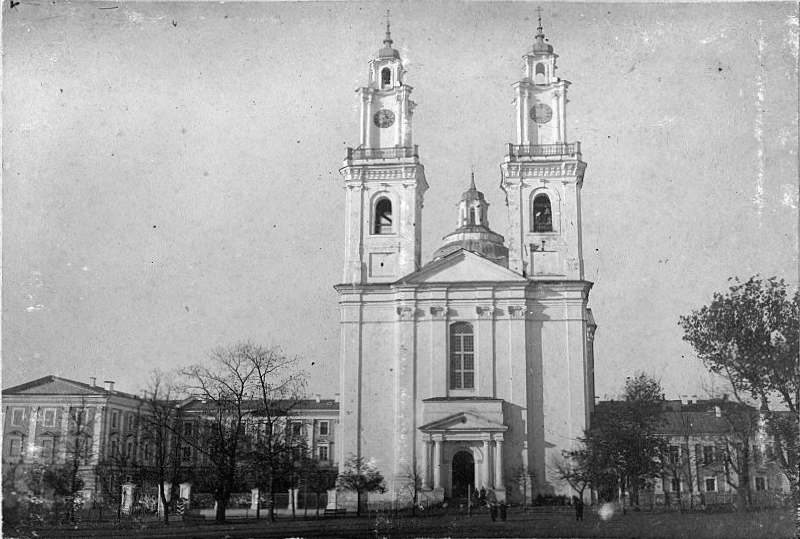
Свято-Николаевский собор и Полоцкий кадетский корпус, 1910

Проект переделки поиезуитского храма датирован 1831 годом. Он предусматривал сохранение примыкавшего к храму монастырского корпуса, устройство одного престола и уничтожение кафедры в интерьере. Контроль за реализацией проекта перешёл к местному православному архиерею Смарагду (Крыжановскому), опиравшемуся на поддержку генерал-губернатора Н. Н. Хованского.
Производилась замена храмовых икон, церковной утвари. Некоторые полотна церковной живописи (в частности, произведение художника середины XVII века Сальватора Розы) сохранились и после реконструкции. Орган полоцкого костела был отдан в собственность ордена пиаров, которые передали его церкви Виленской медико-хирургической академии.

## Православный Свято-Николаевский собор
Освящение Свято-Николаевского собора в Полоцке состоялось 5 февраля 1833 года. 30 апреля 1833 года, при учреждении Полоцкой епархии, он был обращен в кафедральный. В 1839 году собор был преобразован в церковь Полоцкого кадетского корпуса, с 1865 года Полоцкой военной гимназии. По просьбе жителей в 1875 году храм снова стал городским собором с приписанной к нему Софийской церковью.

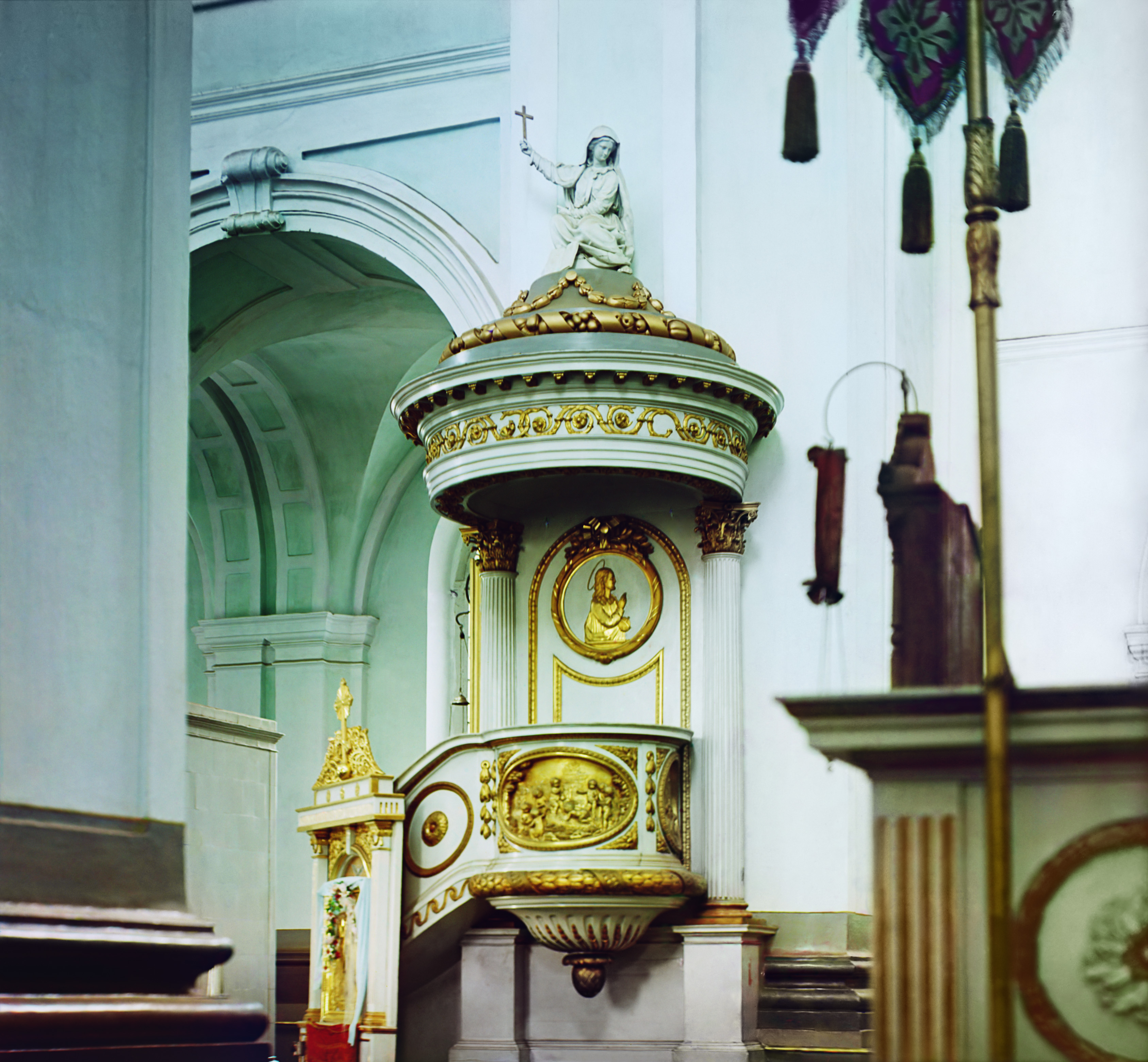
Католическая кафедра, оставшаяся в Свято-Николаевском соборе (Полоцк, Беларусь) с того времени, когда он был костелом (фото С. М. Прокудин-Горский, 1912)

## Уничтожение храма
После установления советской власти собор был вскоре закрыт. В это время началось систематическое его разрушение. В 1936 году были разобраны два верхних яруса обеих колоколен храма, при этом были уничтожены уникальные часы с боем работы виленского мастера Густава Мудни. Колокола были сброшены ещё в начале 30-х годов XX века. На оставшихся нижних ярусах колоколен закрепили гигантский портрет Иосифа Сталина.
Войну и бомбардировки города авиацией обеих воюющих сторон и немецкую оккупацию 1941—1944 годов храм выстоял. Во время оккупации в нём производились богослужения.
В 60-е годы XX века СССР захлестнула последняя волна «борьбы с религией». Её жертвой пал Свято-Николаевский собор. Уничтожение храма произошло 9 или 11 января 1964 года. На месте взорванного храма в 1976—1979 годах был построен многоквартирный дом.

## Попытка восстановление
По словам писателя Владимира Орлова, Владимир Точило, который занимал должность председателя Полоцкого городского исполнительного комитета в 1999—2011 годах, имел намерение восстановить храм.